# 本莊藩
本莊藩（日语：／ Honjō han */?）是日本江戶時代的一個藩。位於出羽國（後來的羽後國）由利郡，藩廳在本莊城（今秋田縣由利本莊市），藩主是六鄉氏，是由常陸府中藩移封，家格屬於外樣大名，石高2萬石。
六鄉氏在戰國時代乃支配出羽國山本郡六鄉的豪族，當時的家督六鄉政乘曾從屬於小野寺輝道、小野寺義道父子，在1590年（天正18年）參加小田原之役，被豐臣秀吉認可為獨立大名，1600年（慶長5年）的關原之戰中選擇加入東軍並參予攻擊屬於西軍的小野寺氏，六鄉政乘在戰後被獎賞轉封常陸國新治郡府中，擁有一萬石的領地。
1623年（元和9年），最上氏被改易後，六鄉政乘被轉回舊領，獲得出羽國本莊兩萬石，此後六鄉氏作為本莊藩藩主延續了11代，直到明治維新後，末代藩主六鄉政鑑在版籍奉還後於1884年（明治17年）改列子爵，移居至東京。

## 歷任藩主
1. 六鄉政乘
2. 六鄉政勝
3. 六鄉政信
4. 六鄉政晴
5. 六鄉政長
6. 六鄉政林
7. 六鄉政速
8. 六鄉政純
9. 六鄉政恒
10. 六鄉政殷
11. 六鄉政鑑